# Dallas (serie televisiva 2012)
Dallas è stata una serie televisiva statunitense di genere soap opera trasmessa dal 13 giugno 2012 al 22 settembre 2014 sul network via cavo TNT.
Rappresenta un sequel dell'omonima popolare serie del 1978 ed è quindi incentrata sulla ricca famiglia Ewing, operante nel settore petrolifero e nell'allevamento industriale di bestiame. Nel cast sono presenti tre degli attori della serie originale: Larry Hagman (fino alla morte dell'attore), Patrick Duffy e Linda Gray, mentre Steve Kanaly, Charlene Tilton e Ken Kercheval compaiono come guest star.
La nuova serie non tiene conto degli eventi dei film TV: Dallas - Il ritorno di J.R. o Dallas - La guerra degli Ewing. Cynthia Cidre, sviluppatrice dello spettacolo, ha confermato che la nuova serie non avrebbe ripreso da dove si erano interrotti i film TV perché i film avevano cercato di risolvere le trame persistenti in meno di due ore. La nuova serie del 2012 si pone in continua diretta con gli eventi della 14ª stagione.

## Trama
Come la serie originale, Dallas segue le vicende della ricca famiglia texana degli Ewing, operante nel settore del petrolio e dell'allevamento industriale di bestiame, raccontando gli intrighi, le aspre rivalità e le lotte di potere tra i suoi membri. In particolare, le vicende ruotano attorno ai cugini John Ross Ewing III, figlio di J.R. Ewing, e Christopher, figlio adottivo di Bobby Ewing.

### Premessa
J.R., ormai anziano, si trova in un istituto, malato di una depressione cronica che gli ha fatto perdere ogni interesse per gli affari, mentre Bobby scopre di avere un cancro e che dovrà operarsi per sopravvivere; tuttavia decide di nascondere la notizia a sua moglie Ann e a suo figlio adottivo Christopher, il quale sta tornando in Texas dalla Cina, dove conduce degli studi sulla ricerca di energie alternative, per sposare la sua fidanzata, Rebecca Sutter. 
Nel frattempo John Ross Ewing III, mentre sta trivellando a Southfork Ranch, trova un immenso giacimento di petrolio. Il ragazzo vorrebbe proseguire il lavoro, accrescere i guadagni della famiglia e riportare la Ewing Oil sulla cresta dell'onda, per dimostrare a se stesso e agli altri di essere all'altezza di suo padre; nel suo progetto è spalleggiato da Elena Ramos, figlia della cuoca degli Ewing, sua attuale fidanzata ed ex ragazza di Christopher. Ma Bobby e suo figlio si oppongono: Bobby ha promesso a Miss Ellie, sua madre, che nessuno avrebbe mai trivellato a Southfork Ranch, mentre Christopher vorrebbe indirizzare le attività di famiglia verso le energie alternative. Alle divergenze in affari si accompagna una forte rivalità tra i due cugini per via di Elena, la cui storia con Christopher è terminata a causa di una misteriosa e-mail che nessuno sa da chi sia stata spedita.
Da ciò prendono il via una serie di vicende che portano i due cugini a scontrarsi in affari e in amore, trascinando in questo scontro anche gli altri membri della famiglia, a partire da Bobby e J.R., il quale, scosso dal figlio che cerca il suo aiuto, supera la sua depressione e ritorna in campo.

## Personaggi e interpreti
- Christopher Ewing (stagioni 1-3), interpretato da Jesse Metcalfe, doppiato da Stefano Crescentini.
- John Ross Ewing III (stagioni 1-3), interpretato da Josh Henderson, doppiato da Francesco Pezzulli.
- Elena Ramos (stagioni 1-3), interpretata da Jordana Brewster, doppiata da Alessia Amendola.
- Pamela Rebecca Barnes Ewing (stagioni 1-3), interpretata da Julie Gonzalo, doppiata da Domitilla D'Amico.
- Ann Brown Ewing (stagioni 1-3), interpretata da Brenda Strong, doppiata da Emanuela Rossi.
- Sue Ellen Shepard Ewing (stagioni 1-3), interpretata da Linda Gray, doppiata da Ada Maria Serra Zanetti.
- Bobby Ewing (stagioni 1-3), interpretato da Patrick Duffy, doppiato da Gianni Giuliano.
- J.R. Ewing (stagioni 1-2), interpretato da Larry Hagman, doppiato da Stefano De Sando.
- Harris Ryland (stagioni 2-3, ricorrente 1), interpretato da Mitch Pileggi, doppiato da Carlo Valli.
- Emma Brown (stagioni 2-3), interpretata da Emma Bell, doppiata da Isabella Benassi.
- Drew Ramos (stagione 2, ricorrente 3), interpretato da Kuno Becker, doppiato da Andrea Mete.
- Nicolas Treviño (stagione 3), interpretato da Juan Pablo Di Pace, doppiato da Francesco Venditti.

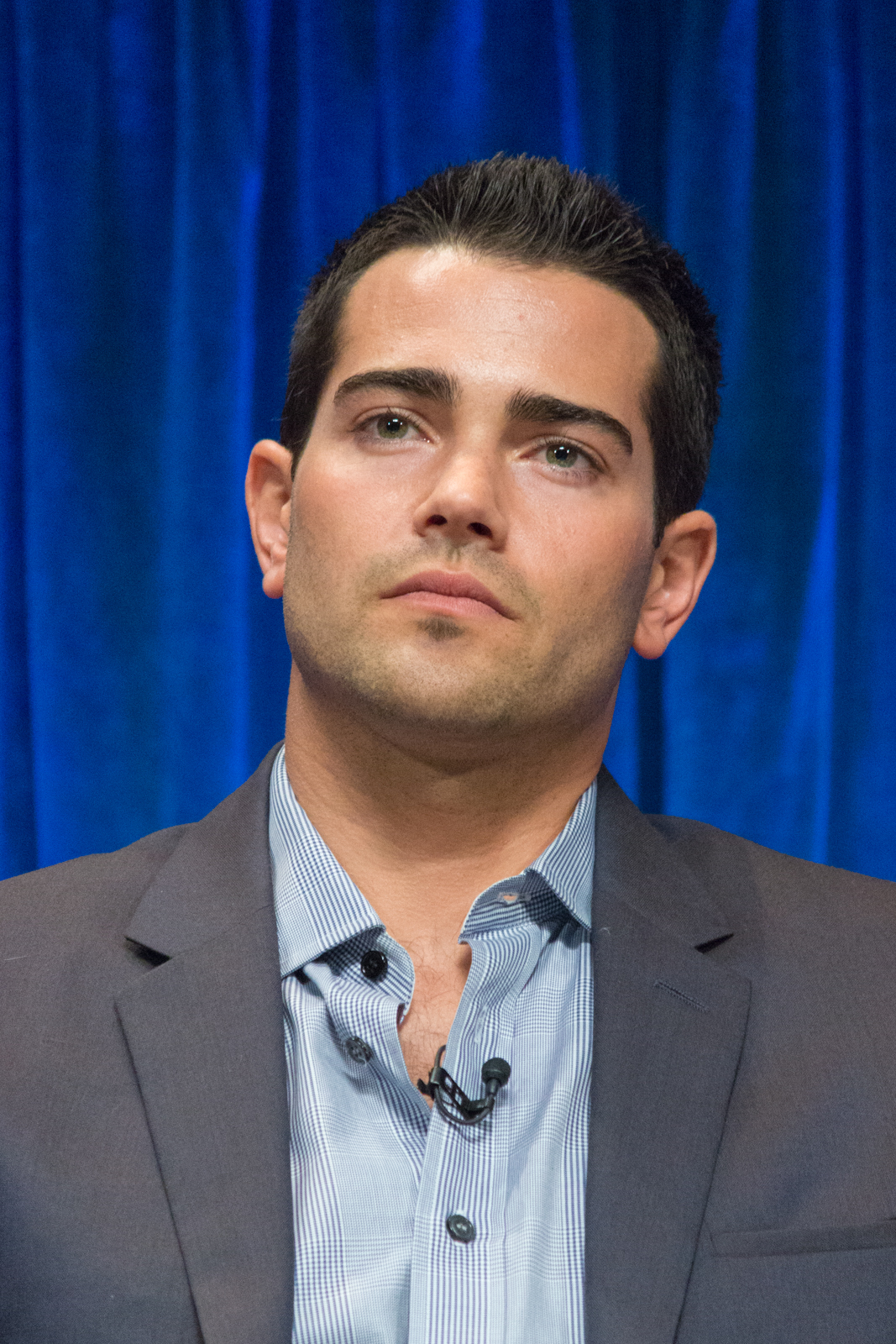
Jesse Metcalfe interpreta Christopher Ewing
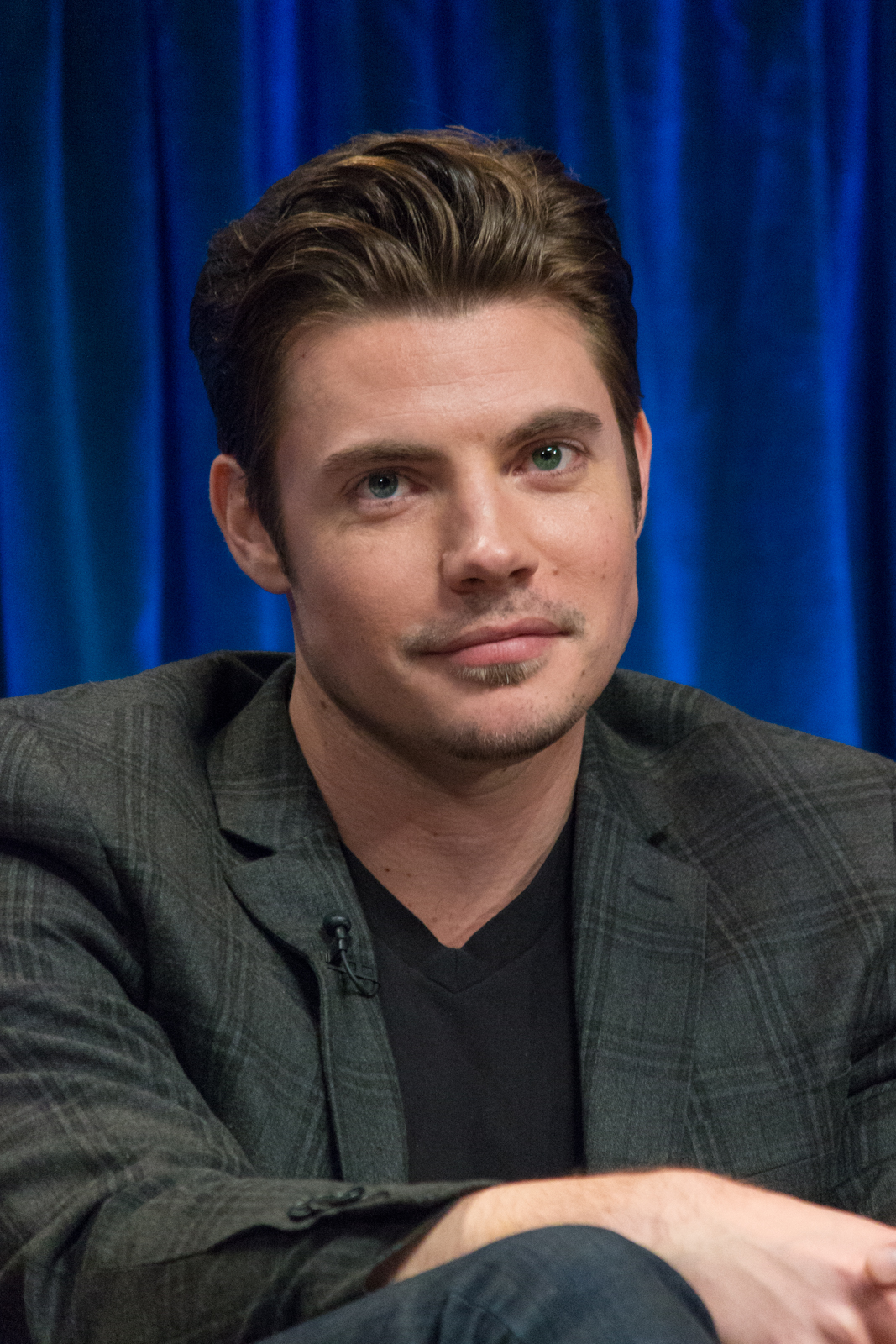
Josh Henderson interpreta John Ross Ewing III
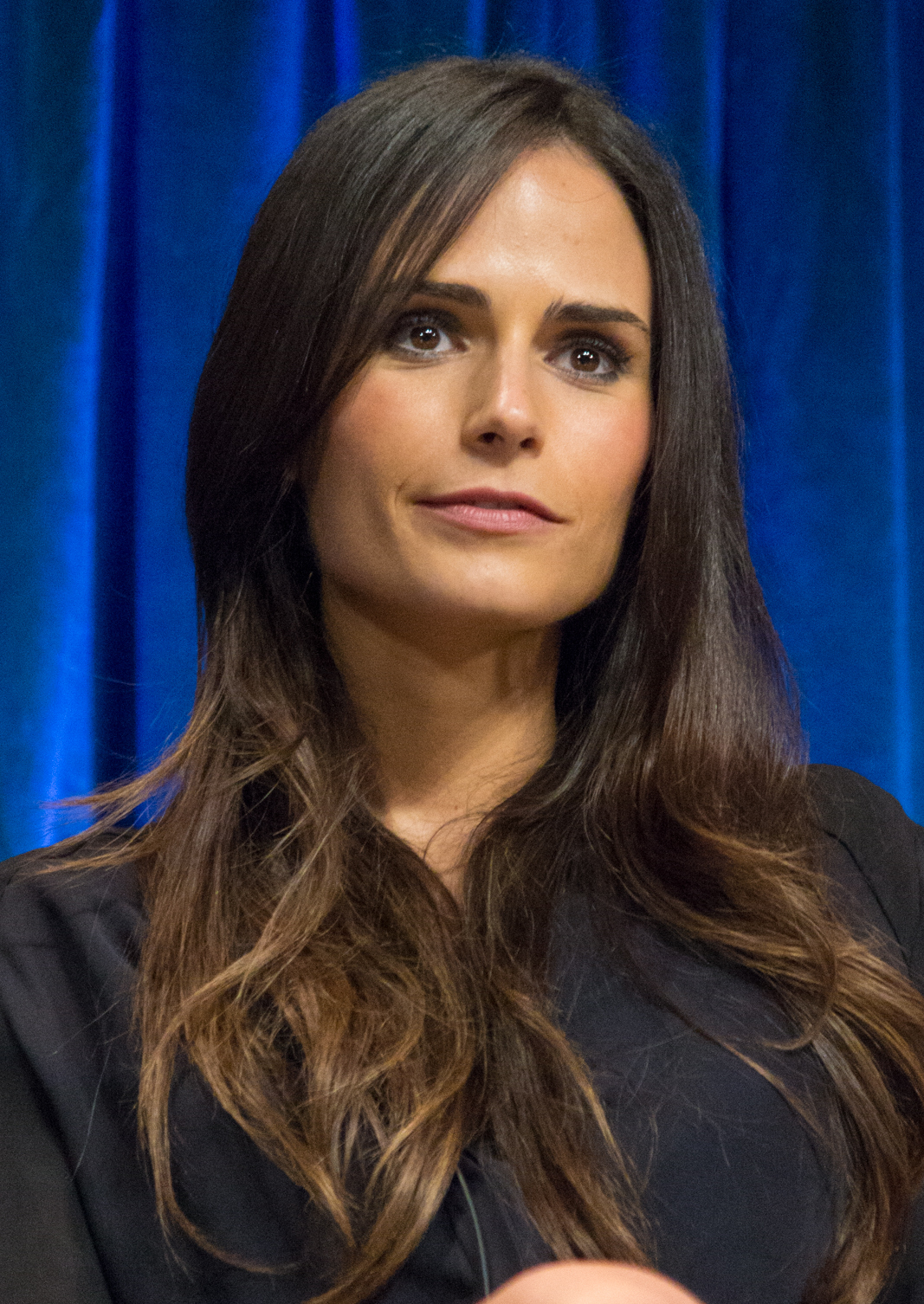
Jordana Brewster interpreta Elena Ramos
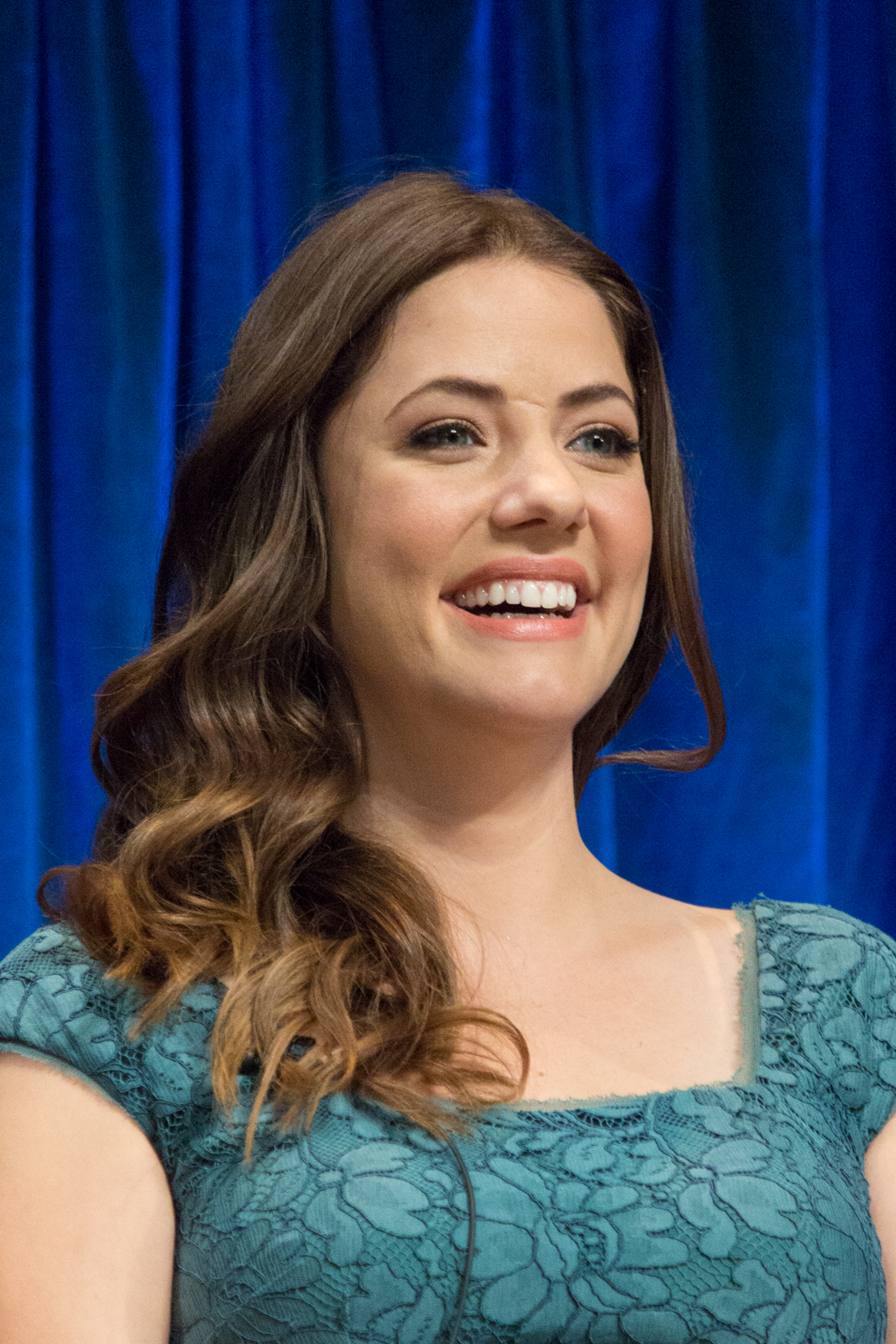
Julie Gonzalo interpreta Pamela Rebecca Barnes Ewing
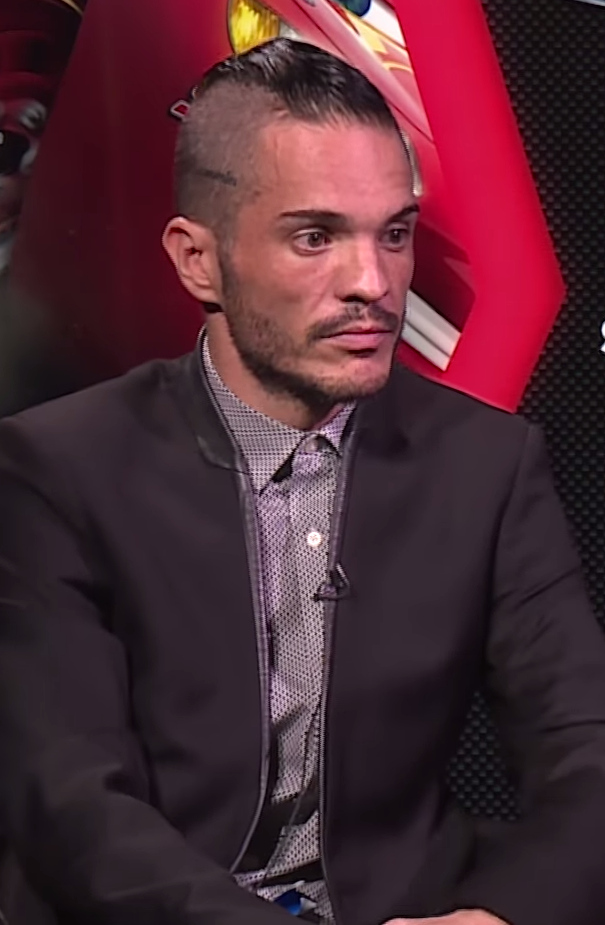
Kuno Becker interpreta Andres Ramos
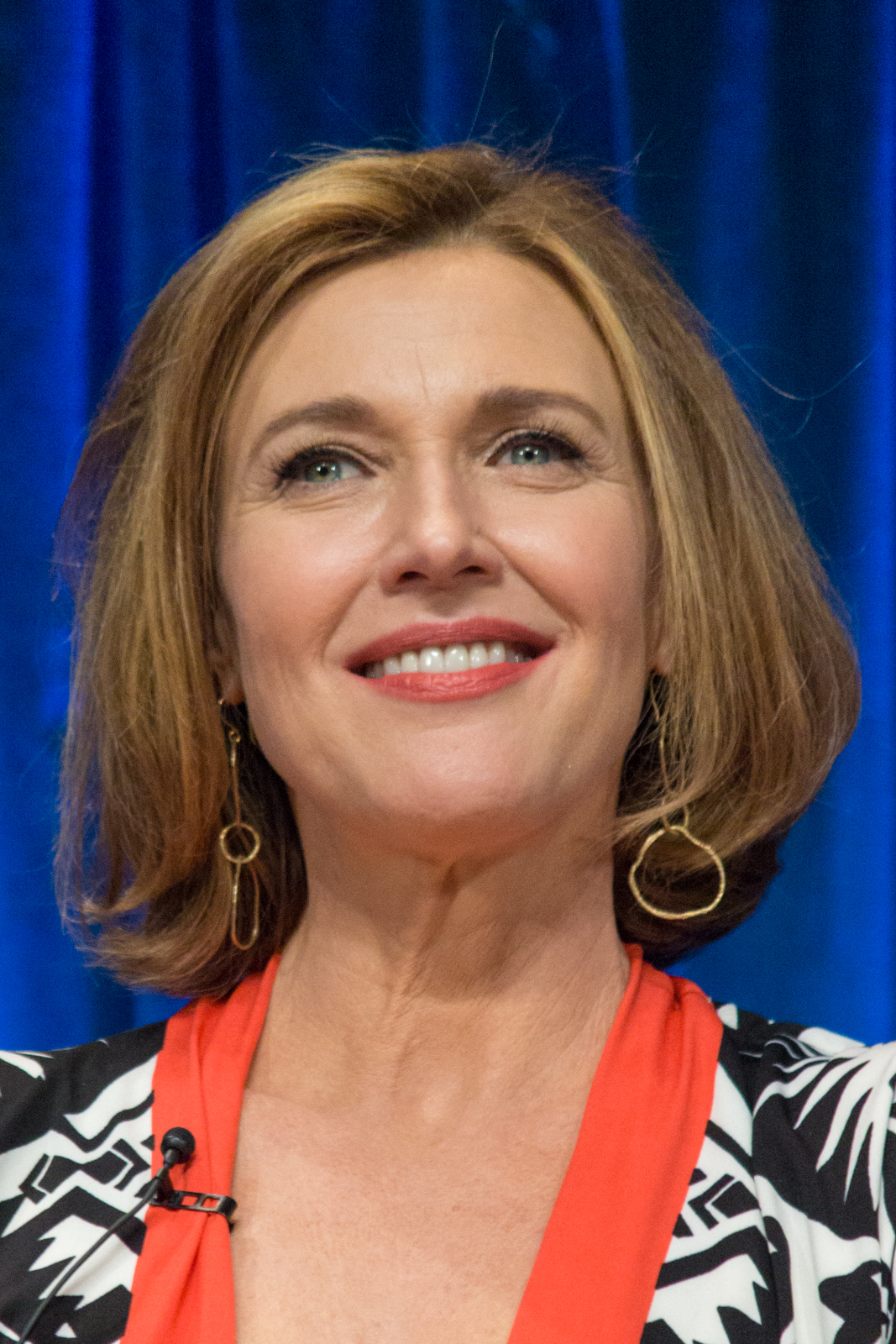
Brenda Strong interpreta Ann Brown Ewing
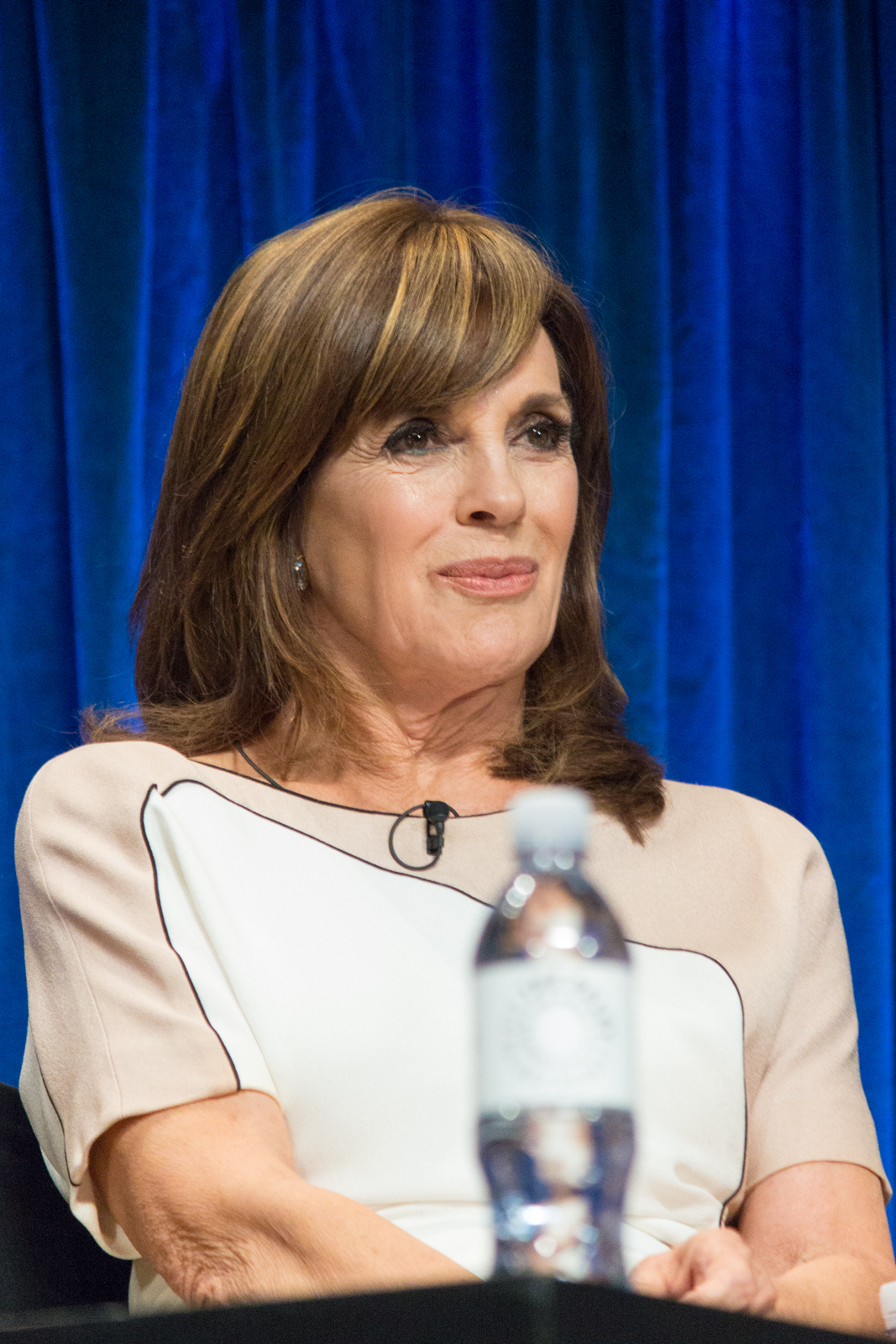
Linda Gray interpreta Sue Ellen Shepard Ewing
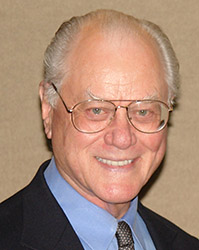
Larry Hagman interpreta J.R. Ewing (st. 1-2)

## Episodi
| Stagione         | Episodi | Prima TV USA | Prima TV ITA |
| ---------------- | ------- | ------------ | ------------ |
| Prima stagione   | 10      | 2012         | 2012         |
| Seconda stagione | 15      | 2013         | 2013-2014    |
| Terza stagione   | 15      | 2014         | 2014-2015    |

## Produzione

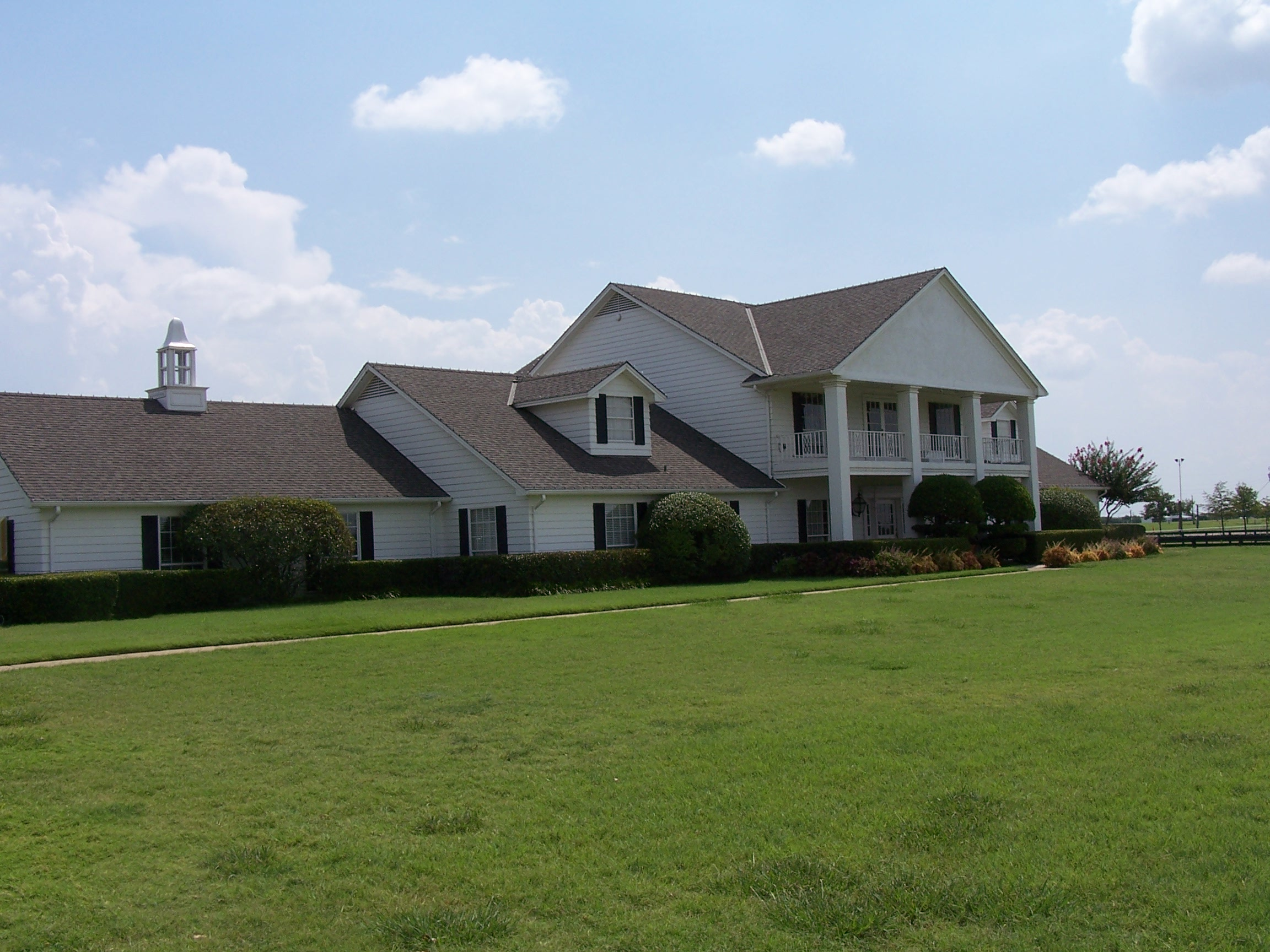
La dimora degli Ewing

Nel mese di settembre 2010 la TNT approvò la produzione di un episodio pilota, prodotto da Cynthia Cidre per la Warner Bros., detentrice dei diritti della serie originale dal 1989, data in cui aveva acquisito la sua casa di produzione, la Lorimar.
Nel mese di dicembre 2010 furono avviati i contatti con tre degli attori presenti nel cast della serie originale: Larry Hagman, Patrick Duffy e Linda Gray. Mentre con questi ultimi due si trovò subito un'intesa contrattuale, con Larry Hagman sorsero delle divergenze salariali e la sua presenza venne quindi confermata solo due mesi più tardi. I tre ripresero quindi i ruoli dei loro personaggi originali: il magnate J.R. Ewing per Larry Hagman, la moglie Sue Ellen per Linda Gray, e il fratello più giovane Bobby per Patrick Duffy. Nel frattempo, nel mese di gennaio, vennero ingaggiati anche Jordana Brewster, interprete di Elena, ragazza al centro di un triangolo sentimentale tra John e Christopher, rispettivamente figli di J.R. Ewing e Bobby Ewing. Gli interpreti di John e Christopher, rispettivamente Josh Henderson e Jesse Metcalfe, vennero invece annunciati nel successivo mese di febbraio, insieme all'ingaggio di Julie Gonzalo, per il ruolo della fidanzata di Christopher, Rebecca. Il casting si completò nel mese di aprile, con l'ingresso di Brenda Strong, per il ruolo della nuova moglie di Bobby, Ann. Inoltre, nello stesso mese, fu annunciato che avrebbero partecipato all'episodio pilota, anche se non sarebbero stati membri del cast fisso, altri due membri del cast originale: Steve Kanaly, interprete di Ray Krebbs, e Charlene Tilton, interprete di Lucy Ewing.
Larry Hagman è morto durante la produzione della seconda stagione, e la produzione sarà quindi costretta a modificare la trama della serie facendo morire il personaggio di J.R. Ewing.
Le riprese dell'episodio pilota si svolsero nel mese di maggio 2011, in Texas. Come nella serie originale, il Southfork Ranch tornò ad essere la location principale, dove è ambientata la dimora della famiglia Ewing. Dopo aver visionato il pilot, l'8 luglio 2011 la TNT approvò la produzione di una prima stagione di dieci episodi, la cui messa in onda è prevista per l'estate 2012. Michael Wright, responsabile della programmazione della TNT, spiegò che per diversi anni la rete aveva valutato la possibilità di produrre una versione odierna della popolare serie del 1978, ma solo dopo aver letto la sceneggiatura di Cynthia Cidre nacque la convinzione di avere il materiale adatto per una nuova grande serie. Wright, inoltre, definì il cast «da sogno» grazie all'accostamento di volti nuovi a personaggi molto popolari. L'11 luglio 2011 la TNT trasmise il primo trailer, uno sneak peek, durante l'esordio delle nuove stagioni delle serie televisive The Closer e Rizzoli & Isles. La serie debuttò sulla rete via cavo statunitense il 13 giugno 2012. Il successivo 29 giugno venne annunciato il rinnovo per una seconda stagione di 15 episodi.

## Accoglienza

### Ascolti
La serie esordì ottenendo una buona audience: il 13 giugno 2012 i primi due episodi furono seguiti in media da 6.863.000 telespettatori; miglior debutto dell'anno fino a quella data sulla piattaforma televisiva statunitense via cavo.
La prima stagione è andata piuttosto bene con una media di 4 milioni di telespettatori, mentre nella seconda stagione sono piuttosto calati, scendendo a 2.800.000. Nella terza stagione gli ascolti sono scesi sotto i 2 milioni; in seguito la TNT ha dato una seconda chance allo show, spezzandolo in due parti e trasmettendo la seconda parte in settembre, ma nonostante ciò non si sono risollevati. Il 3 ottobre 2014 il network ha deciso di cancellare la serie.

### Critica
L'accoglienza della critica fu generalmente positiva. Secondo Entertainment Weekly, la serie costituisce una soap opera solidamente costruita, con efficaci dialoghi e colpi di scena. Positivo fu anche il giudizio della rivista Variety, secondo cui la serie è esattamente come dovrebbe essere, raggiungendo un livello superiore a quello che ci si potrebbe aspettare. In particolare, eccellente è il modo in cui la trama si concentra su una nuova generazione della famiglia Ewing senza escludere componenti della vecchia. Il San Francisco Chronicle definì Dallas come un insieme di sesso, intrighi, pugnalate alle spalle, affari sporchi, ricatti e segreti di famiglia. La serie è dotata di elementi tipici da soap opera, con una trama che più volte si allontana dalla logica o dalla credibilità; le interpretazioni sono adeguate ma, fatta eccezione per Larry Hagman, non brillano.

## Trasmissione internazionale
La serie televisiva è distribuita in circa 170 paesi diversi. In Canada Dallas è trasmessa in contemporanea con gli Stati Uniti, dal 13 giugno 2012, sul network Bravo. In Francia è distribuita il giorno dopo la trasmissione statunitense sul canale on demand di TF1. In Italia è andato in onda dal 16 ottobre al 23 ottobre 2012 su Canale 5, dopodiché per bassi ascolti è stato spostato su La5 che ne ha trasmesso gli ultimi episodi della prima stagione. Dalla seconda stagione è trasmessa in prima visione pay su Mya e in chiaro nuovamente da La5. Nel Regno Unito è trasmessa da Channel 5, mentre in Germania i diritti televisivi sono stati acquistati da RTL.